# Harold G. Christensen
Harold Graham Christensen (* 25. Juni 1926 in Springville, Utah County, Utah; † 14. November 2012 in Salt Lake City, Utah) war ein US-amerikanischer Rechtsanwalt, der zeitweise auch als stellvertretender US Attorney General amtierte.

## Leben
Harold Christensen, der zwischen 1944 und 1946 seinen Militärdienst in der Reserve der US Navy leistete, studierte danach an der University of Utah und erwarb dort 1949 einen Bachelor of Arts. Ein anschließendes postgraduales Studium der Rechtswissenschaften an der Law School der University of Michigan schloss er 1951 mit einem Juris Doctor ab.
Nach seiner anschließenden anwaltlichen Zulassung im Bundesstaat Utah im Jahr war er als Rechtsanwalt tätig und später Partner der Kanzlei Worsley, Snow & Christensen. Daneben war Christensen, der sich auch in der American Bar Association, der American Bar Foundation und dem American College of Trial Lawyers engagierte, von 1972 bis 1973 Präsident der Rechtsanwaltsvereinigung von Salt Lake County. Zwischen Mai 1988 und 1989 war er als US Deputy Attorney General stellvertretender Justizminister in der Regierung von US-Präsident Ronald Reagan.
Nachdem er anschließend wieder Anwalt und Partner von Worsley, Snow & Christensen war, blieb er nach seinem dortigen Ausscheiden Berater der Anwaltskanzlei Snow, Christensen & Martineau. Im September 2006 verlieh ihm die Anwaltsvereinigung des Bundesstaates Utah einen Preis für sein Lebenswerk.